# Gabriel Gorodetsky

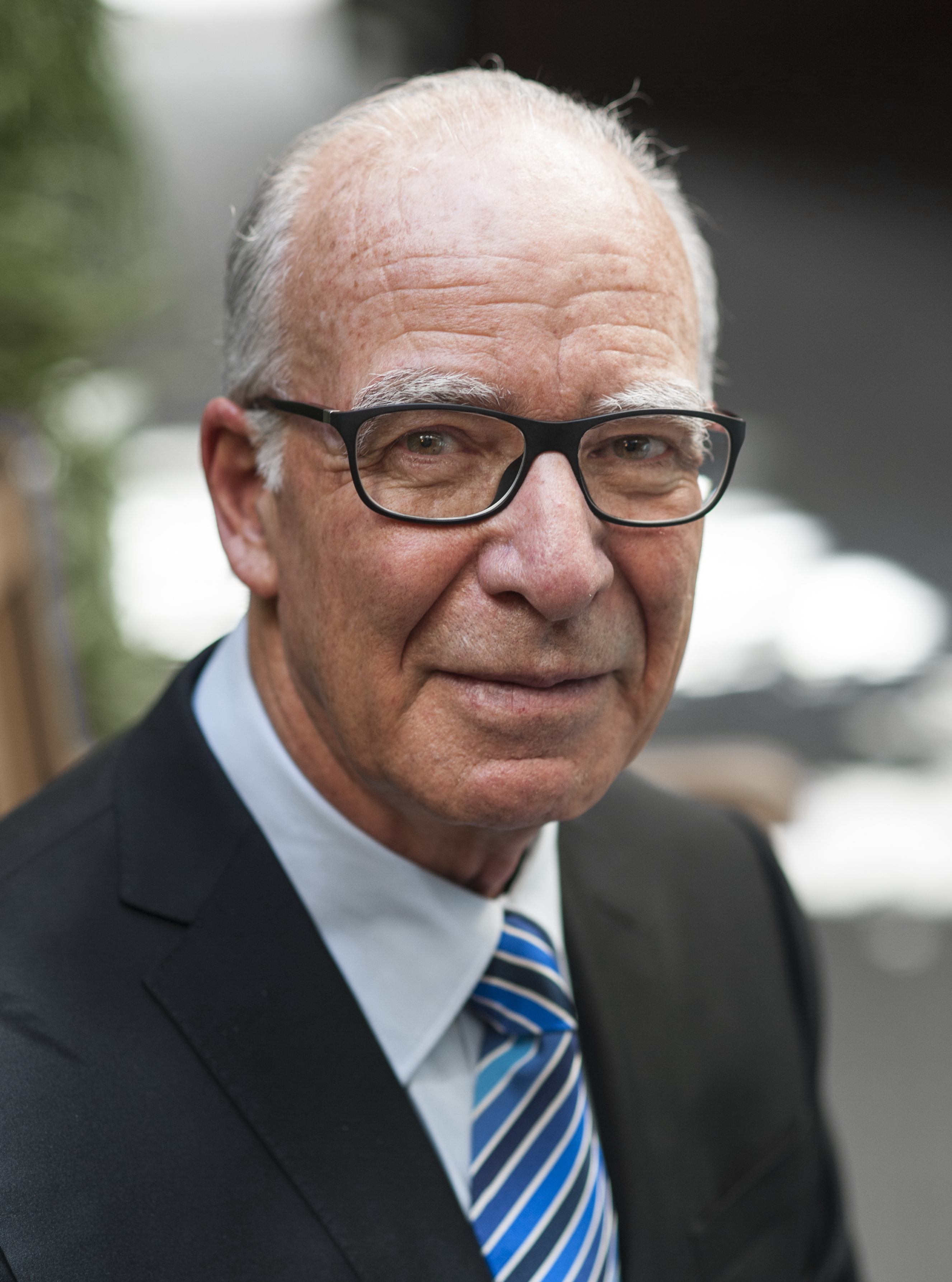
Gabriel Gorodetsky (2015)

Gabriel Gorodetsky (hebräisch גבריאל גורודצקי; * 13. Mai 1945 in Tel Aviv) ist ein israelischer Historiker und Leiter des Cummings Center for Russian and East European Studies an der Universität Tel Aviv.

## Leben und Werk
Von 1958 bis 1963 besuchte Gorodetsky die Oberschule, anschließend absolvierte er seinen Wehrdienst. Von 1966 bis 1969 studierte er Russische Studien und Politikwissenschaft an der Hebräischen Universität Jerusalem und schloss mit dem Bachelor of Arts ab. Zwischen 1969 und 1973 promovierte er, betreut von Edward Hallett Carr an der Universität Oxford, die ihm für seine Dissertation Anglo-Soviet Relations in the 1920s den Grad eines Doctor Philosophiae verlieh.
Seit 1974 ist Gorodetsky Professor für Geschichte an der Universität Tel Aviv, wo er seit 1996 den „Samuel Rubin Chair of Russian and East European History and Civilization“ innehat. 2003 wurde er Direktor des Cummings Center for Russian and East European Studies der Universität Tel Aviv, dessen Schriftenreihe The Cummings Center Series er seit 1994 herausgibt.
Sein Forschungsschwerpunkt liegt auf der sowjetischen Außenpolitik unmittelbar vor und während des Zweiten Weltkriegs. In seinen Arbeiten, z. B. The Grand Delusion, setzt sich Gorodetsky kritisch mit der Präventivkriegsthese auseinander, nach der Adolf Hitler mit dem Angriff auf die Sowjetunion 1941 einem angeblich geplanten Angriff der Sowjetunion zuvorgekommen wäre.
Gorodetsky war mit der Juristin und Schauspielerin Ruth Herz verheiratet.

## Ehrungen und Gastprofessuren
1995 wurde Gorodetsky als ausländisches Vollmitglied in die Russische Akademie der Wissenschaften gewählt.
- 1986–1987: Fellow, The Wilson Center, Washington, D.C.
- 1986–1993: Akademischer Berater der Tzahal
- 1993–1994: Visiting Fellow, St Antony’s College, Oxford
- Sommer 1998: Fellow, Kennan Institute for Advanced Russian Studies, Washington, D.C.
- Sommersemester 2001: Visiting Professor, Centrum für angewandte Politikforschung, München
- Wintersemester 2001–2002: Gastprofessor, Universität zu Köln
- Sommersemester 2002: Gastprofessor, Institut für Politikwissenschaft, Universität München
- Winter-Semester 2002–2003: Eric-Voegelin Visiting Professor, Universität München
- Winter-Semester 2003–2004: Gastprofessor, Central European University, Budapest
- 2005–2006: Visiting Fellow, All Souls College, Oxford

## Werke

### Bücher
- The Precarious Truce. Anglo-Soviet Relations, 1924–1927. Cambridge University Press, Cambridge 1977.
- Stafford Cripps’ Mission to Moscow, 1940–1942. Cambridge University Press, Cambridge 1984 (2., überarbeitete Aufl.: Cambridge University Press, 2002).
- Mif Ledokola (= Der Eisbrecher-Mythos). Progress, Moskau 1995 (russisch).
- Grand Delusion. Stalin and the German Invasion of Russia. Yale University Press, New Haven 1999 (als Taschenbuch 2001).
  - französisch: Le Grand Jeu de Dupes. Belles Lettres, Paris 2000.
  - russisch: Rokovoi samoobman. Stalin i napadenie Germanii na Sovetskii soiuz. Rospen, Moskau 1999.
  - deutsch: Die große Täuschung. Stalin, Hitler und das „Unternehmen Barbarossa“. Siedler, Berlin 2001, ISBN 3-88680-709-6 (Taschenbuch-Ausgabe 2003).

### Als Herausgeber
- Soviet Foreign Policy, 1917–1991: A Retrospective. Frank Cass, London 1994.
- mit Alexander Oganowitsch Tschubarian: Sovetskaia vneshniaia politika v retrospektive. Nauka, Moskau 1993.
- mit Alexander Oganowitsch Tschubarian: Voina i Politika, 1939–1941. Nauka, Moskau 1999.
- als Mitherausgeber: Documents on Israeli-Soviet Relations, 1941–1953. 2 Bände. Frank Cass, London 2000.
- mit Werner Weidenfeld: Regional Security in the Wake of the Collapse of the Soviet Union. Europe and the Middle East. Europa Union Verlag, München 2002.
- Russia between East and West. Russian Foreign Policy on the Threshold of the 21st Century. Frank Cass, London 2003.
- The Maisky Diaries. Red Ambassador to the Court of St. James’s 1932–1943. Yale University Press, New Haven 2015, ISBN 978-0-300-18067-1 (Übersetzung von Auszügen aus den Tagebüchern von Iwan Michailowitsch Maiski ins Englische).

### Aufsätze
- The Other „Zinoviev Letters“. New Light on the Mismanagement of the Affair. In: Slavic and Soviet Series, Jg. 1 (1976), Nr. 3, S. 1–30.
- The Soviet Union and Britain’s General Strike of May 1926. In: Cahiers du Monde russe et soviétique, Jg. 17 (1976), Nr. 2–3, S. 287–310.
- Erzwungene Zusammenarbeit. Die Politik der „Großen Allianz“. In: Zmanim, Jg. 10 (1985), S. 20–35 (hebräisch).
- The Hess Affair and Anglo-Soviet Relations on the Eve of „Barbarossa“. In: English Historical Review. Jg. 101, (1986), Nr. 399, S. 405–420.
- Was Stalin Really Planning to Attack Hitler in June 1941? In: Journal of the Royal United Services Institute, Jg. 131 (1986), Nr. 2, S. 19–30.
- Churchill’s Warning to Stalin: A Reappraisal. In: Historical Journal, Jg. 29 (1986), Nr. 4, S. 979–990.
- The Origins of the Cold War. Churchill, Stalin and the Formation of the Grand Alliance. In: Russian Review, Jg. 47 (1988), Nr. 2, S. 145–170.
- Ideologie und Realpolitik. Die Entstehung der sowjetischen Außenpolitik 1917–1927. In: Zmanim, Jg. 13 (1988), S. 134–143 (hebräisch).
- „Unternehmen Barbarossa“. Eine Auseinandersetzung mit der Legende vom deutschen Präventivschlag. In: Vierteljahrshefte für Zeitgeschichte, Jg. 37 (1989), S. 645–673.
- The Domestic Opposition to Churchill in the Wake of the Invasion of Russia. In: Történelmi Szemle (Historische Rundschau der Ungarischen Akademie der Wissenschaft), Nr. 1 (1990), S. 20–35.
- Stalin und Hitlers Angriff auf die Sowjet Union. In: Bernd Wegner (Hrsg.): Zwei Wege nach Moskau. Piper, München 1990, S. 347–366.
- The Impact of the Ribbentrop-Molotov Pact on the Course of Soviet Foreign Policy. In: Cahiers du Monde russe et soviétique, Jg. 31 (1990), Nr. 1, S. 27–41.
- Churchill' i sovetskii soiuz posle 22 iiunia 1941 (= Churchill und die Sowjetunion nach dem 22. Juni 1941). In:  Novaia i noveishaia istoriia, Nr. 6 (1990), S. 61–78 (russisch).
- The Implication of the German-Soviet Pact on the Western Democracies Reconsidered. In D.W. Pike (Hrsg.): The Opening of the Second World War. Paris 1991, S. 179–187.
- Kanun voiny. (= Am Vorabend des Krieges) In: Voprosy Istorii, Jg. 11–12 (1992), S. 159–170 (russisch).
- General Golikov. In: Harry Shukman (Hrsg.): Stalin’s Generals. London 1993.
- An Alliance of Sorts. The Origins of Allied Strategy. In: J. Erickson, D. Dilks (Hrsg.): Barbarossa. The Axis and the Allies. Edinburgh University Press, Edinburgh 1994.
- Russian „Appeasement“ of Germany in Spring 1941. In: Tel Aviver Jahrbuch für Deutsche Geschichte, Jg. 24 (1995), S. 257–282.
- L’Union sovietique et le coup d’Etat yougoslave, avril 1941. In: Communisme (Sorbonne), Jg. 49/50 (1997) (französisch).
- Les dessous du pacte germano-sovietique. In: Le Monde Diplomatique, Juli 1997 (französisch).
- Geopolitical Factors in Stalin’s Strategy and Politics in the Wake of the Outbreak of World War II. In: Andrea Romano (Hrsg.): Russia in the Age of Wars. Feltrinelli, Mailand 2000.
- The Soviet Union and the Creation of the State of Israel. In: Journal of Israeli History, Jg. 22 (2003), Nr. 1.